# ダック (きかんしゃトーマス)
ダック（英名：Duck the Great Western Engine）は、イギリスの幼児向け絵本『汽車のえほん』、またその映像化作品『きかんしゃトーマス』に登場するタンク式蒸気機関車(タンク機関車)である。ボディの側面にある『GWR』のロゴの通り、グレート・ウェスタン（大西部）鉄道出身という設定。

## 概要
ソドー島においてトップハム・ハット卿が管理するノース・ウェスタン鉄道の8号機。ターミナル駅の操車場で働いていたパーシーのキャパシティオーバーに対応するため、1955年に来島した。現在はそのターミナル駅（ティドマス）と島北西部の港（アールズバーグ・ウェスト）を結ぶ支線で働いている。
モデルとなった機体はグレート・ウェスタン鉄道の5700型蒸気機関車で、作中では数少ないパニアタンク式の蒸気機関車である。本名はモンタギュー（Montague）だが、アヒルのようによちよち走るという理由から「ダック」というあだ名で呼ばれている。日本語版における一人称は「僕」。

## 性格
大西部鉄道出身である事を誇りに思っており、仕事熱心で真面目な性格。本人曰く、仕事のやり方には「グレート・ウェスタン流（The Great Western way）」と「ダメダメ流（The wrong way）」の2つがあるという。その事をよく口にするため、他の機関車から鬱陶しがられることもある。
基本的に貨車や客車の扱いは得意だが、いたずら貨車の悪ふざけに煩わされることもある。ただし度胸は据わっており、怠けたり反抗的な態度をとる機関車や貨車には一喝したり、いたずらを用いて仕返しを企てたりするなど、厳しくもお調子者な一面を持つ。

## 作品における出来事
ディーゼルの来島時、彼に「恥をかかせた」と逆恨みされ、蒸気機関車達やトップハム・ハット卿に「ダックが悪口を言った」と嘘を吹き込まれた。そのため機関庫において一時的に孤立したものの、誤解が解けたことにより再び迎えられた。このためディーゼル機関車全般を特に嫌っていたが、親切で礼儀正しいディーゼルのボコとは会話によって打ち解けた。
休止していたティドマスからアールズバーグ・ウェストまでの海辺の支線が旅客営業を再開した際は、アールズバーグ・ウェストにあるアールズデール（ちんまり）鉄道との連絡駅にて砂利を受け取っていた。以降はそこでの運行が主となり、旅客列車も任されるようになった。同じくグレート・ウェスタン鉄道出身の客車アリスとミラベル、タンク機関車のオリバーを支線に迎え入れ、現在に至る。

## TV版での扱い

### 模型シリーズ
第2期から第7期までは準レギュラーとして頻繁に登場していた。第8期から第11期までは登場キャラクターの再編成のため1度も登場しなかったが、第12期で再登場した。この時は模型とCGの合成処理の都合上、顔の大きさが場面によってまちまちになっていた。
ダックの撮影用模型は、他のメインキャラクターと同じく日本にて展示される予定であった。ところが輸送中、車体に亀裂が生じたため英国に返却され、現在に至っている。

### 3DCGシリーズ
第17期で再登場。主役エピソードやグレート・ウェスタン鉄道での回想シーンの制作も重ねられることとなった。出身が同じであるスリップコーチという客車も登場し、原作絵本でのアリスとミラベルに代わり主に牽引している。
日本語版において、ダックの出身となる「グレート・ウェスタン鉄道」は、原作絵本と模型シリーズでは「大西部鉄道」と直訳されていた。その直訳はCGシリーズにおいて、ダックの再登場2話目となる第17期「トーマスりゅうでいこう」序盤でしか用いられていない。同エピソード中盤からは「グレート・ウェスタン鉄道」の訳が積極的に用いられ続けている。

### 2DCGシリーズ（All Engines Go）
2DCGシリーズ（All Engines Go）の長編第4作『Sodor Sings Together』にて、スリップコーチたちとともにカメオ出演。2021年の展開以来、映像に数字を除く文字が正式に一切出てこなかった中、引き続き車体に「GWR」のイニシャルを纏っての登場となった。また、映像での姿と、その公開前にリリースされた玩具とでは、配色等デザインが若干異なっている。

## 声優
- 英米版 - スティーブ・キンマン
- 日本版 - 塩屋浩三（第2期 - 第7期）→鈴木清信（第12期 - ）[7][8]